# شاسنارد
شاسنارد (به فرانسوی: Chassenard) یک کمون (فرانسه) در فرانسه است که در canton of Le Donjon واقع شده‌است. شاسنارد ۲۵٫۱۲ کیلومتر مربع مساحت دارد ۲۴۰ متر بالاتر از سطح دریا واقع شده‌است.